# Si5s
si5s é um sistema de escrita da American Sign Language (ASL), a língua americana de sinais. Desenvolvida em 2003 por Robert Arnold, herda a disposição gráfico-fonêmica do SignWriting a fim de transparecer relação entre a ASL e as línguas orais para permitir a língua gestual de forma não datilológica. Esse sistema foi apresentado pela Universidade Gallaudet e é composto linearmente pelos parâmetros da ASL.